# Ékoulkoala
Ékoulkoala est une commune rurale située dans le département de Réo de la province de Sanguié dans la région du Centre-Ouest au Burkina Faso.

## Démographie
| 2003  | 2006  | 2012 |
| ----- | ----- | ---- |
| 1 483 | 1 791 | -    |

## Éducation et santé
Ékoulkoala accueille un centre de santé et de promotion sociale (CSPS) tandis que le centre médical avec antenne chirurgicale (CMA) se trouve à Réo.